# Bunchosia quaesitor
Bunchosia quaesitor är en tvåhjärtbladig växtart som beskrevs av F.H. Dobson. Bunchosia quaesitor ingår i släktet Bunchosia och familjen Malpighiaceae. Inga underarter finns listade i Catalogue of Life.